# Sätze von König (Mechanik)
Als Sätze von König (nach Johann Samuel König) bezeichnet man in der Mechanik zwei miteinander verwandte Aussagen über den Drehimpuls (1. Satz von König) bzw. die kinetische Energie (2. Satz von König) eines Systems von Massenpunkten, die diese beiden Größen auf eine physikalisch leicht interpretierbare Art ausdrücken.

## 1. Satz von König
Der 1. Satz von König lautet: Der Drehimpuls {\displaystyle {\vec {L}}} des Systems bezüglich des Ursprungs ist die Summe aus dem Drehimpuls des Schwerpunkts um den Ursprung, versehen mit der Gesamtmasse {\displaystyle M} des Systems und des Eigendrehimpulses {\displaystyle {\vec {J}}} des Systems bezogen auf den Schwerpunkt:
{\displaystyle {\vec {L}}=M{\vec {r}}_{\mathrm {S} }\times {\vec {v}}_{\mathrm {S} }+{\vec {J}}}
Es gilt
{\displaystyle {\vec {L}}=\sum m_{i}{\vec {r}}_{i}\times {\vec {v}}_{i}=\sum m_{i}{\vec {r}}_{i}\times ({\vec {v}}_{\mathrm {S} }+{\vec {v}}_{\mathrm {rel} ,i})=M{\vec {r}}_{\mathrm {S} }\times {\vec {v}}_{\mathrm {S} }+\sum m_{i}{\vec {r}}_{i}\times {\vec {v}}_{\mathrm {rel} ,i}}
mit der Definition des Schwerpunkts {\displaystyle {\vec {r}}_{\mathrm {S} }}
{\displaystyle {\vec {r}}_{\mathrm {S} }={\frac {\sum m_{i}{\vec {r}}_{i}}{M}}}
und der Schwerpunktsgeschwindigkeit {\displaystyle {\vec {v}}_{\mathrm {S} }={\dot {\vec {r}}}_{\mathrm {S} }}. Insbesondere ist es für den Eigendrehimpuls unerheblich, ob er sich auf den Ursprung oder den Schwerpunkt bezieht, denn es ist:
{\displaystyle {\vec {J}}=\sum m_{i}{\vec {r}}_{i}\times {\vec {v}}_{\mathrm {rel} ,i}=\sum m_{i}({\vec {r}}_{i}-{\vec {r}}_{\mathrm {S} })\times {\vec {v}}_{\mathrm {rel} ,i}+\sum m_{i}{\vec {r}}_{S}\times {\vec {v}}_{\mathrm {rel} ,i}}
Da die Summe der relativen Impulse im Schwerpunktsystem verschwindet, ist der zweite Term identisch Null.

## 2. Satz von König
Der 2. Satz von König lautet: Die kinetische Energie {\displaystyle E} eines Systems ist die Summe aus der kinetischen Energie der Schwerpunktsbewegung und seiner inneren kinetischen Energie:
{\displaystyle E={\frac {1}{2}}M{\vec {v}}_{\mathrm {S} }^{2}+{\frac {1}{2}}\sum m_{i}{\vec {v}}_{\mathrm {rel} ,i}^{2}}
Es gilt:
{\displaystyle E={\frac {1}{2}}\sum m_{i}{\vec {v}}_{i}^{2}={\frac {1}{2}}\sum m_{i}({\vec {v}}_{\mathrm {S} }+{\vec {v}}_{\mathrm {rel} ,i})^{2}={\frac {1}{2}}\sum m_{i}({\vec {v}}_{\mathrm {S} }^{2}+2{\vec {v}}_{\mathrm {S} }\cdot {\vec {v}}_{\mathrm {rel} ,i}+{\vec {v}}_{\mathrm {rel} ,i}^{2})={\frac {1}{2}}M{\vec {v}}_{\mathrm {S} }^{2}+\sum m_{i}{\vec {v}}_{\mathrm {S} }\cdot {\vec {v}}_{\mathrm {rel} ,i}+{\frac {1}{2}}\sum m_{i}{\vec {v}}_{\mathrm {rel} ,i}^{2}}
Aufgrund desselben Arguments wie beim 1. Satz von König verschwindet der zweite Summand.

## Anwendungen
Die beiden Sätze von König gelten, egal ob das System deformierbar ist oder nicht. Sie werden häufig im besonders wichtigen Fall des starren Körpers angewendet.